# Лазинки (Спас-Деменский район)
Лазинки — село в Спас-Деменского района Калужской области России. Административный центр сельского поселения «Село Лазинки».

## География

### Географические данные
Общая площадь: 5,3478 км². Расположение: на юго-западе Калужской области вблизи Смоленской области (280 км от Москвы). Климат: умеренно континентальный, с четко выраженными сезонами года

### Гидрография
Реки: Мормозинка, Демина, Даренка.
Пруды: Тащиловский (площадь 2 га), Генеральский.
Болота: верховое болото Грань (площадь порядка 20 га), Деберка, низинное болото Торфокарты (в 80-е было мелиорировано и осушено для добычи торфа, затем канавы снова были залиты водой), Бобровая запруда.

### Флора и фауна
Флора. На территории сельского поселения обитает 10 видов, занесённых Красную книгу Калужской области (2006). Это например такие растения как: шпажник черепитчатый, пальчатокоренник Фукса, пальчатокоренник пятнистый, печёночница благородная, росянка круглолистная и другие.
Фауна. На одном из ручьёв, впадающих в реку Мормозинку, обитает европейский (речной) бобр. Преподавателями МГГУ им. Шолохова за время студенческих практик было выявлено 135 видов птиц из 16 семейств. Из них 5 видов, занесённых в Красную книгу Российской Федерации (чёрный аист, беркут, серый сорокопут, большой кроншнеп и другие) и 17 видов занесённых в Красную книгу Калужской области. Среди них: полевой лунь, серый журавль и другие.

## История
В 1746 году близ Лазинок был построен храм во имя пророка Илии, который сожгли во время Великой Отечественной войны. В приходе были двухклассная министерская школа и церковно-приходская школа.
В 2000-х, усилиями местных жителей и студентов МГГУ им. Шолохова, была построена небольшая деревянная шестигранная входная часовня-беседка во имя Ильи-пророка.
В лесах рядом с Лазинками осталось множество траншей, патронов от армий проходивших через эти земли: французских солдат (Отечественная война 1812 года), немецких (Первая и Вторая мировая война). Недалеко от Тащиловского пруда сохранились остатки плотины, построенной немецкими солдатами во время Великой Отечественной.
После Великой Отечественной войны в окрестностях села осталось множество одиночных и небольших братских могил. Останки советских воинов в 1943 году захороненные юго-западнее деревни Алфёрово были в 1956 году собраны и перезахоронены в с. Лазинки. Рядом с могильными холмами установлен памятник.
Село Лазинки было хозяйственным центром совхоза «Дубровский».

## Население
| 2002 | 2007 | 2010 |
| ---- | ---- | ---- |
| 283  | ↘216 | ↘176 |

## Экономика

### Ресурсы
Твёрдые полезные ископаемые. В 12 км к северу от г. Спас-Деменск, у восточной окраины с. Лазинки расположено месторождение строительных песков (пески балластные для железнодорожных путей, резерв). В 1 километре на юго-запад от с. Лазинки расположено месторождение торфа «Губино» (госрезерв).
Туристический потенциал. Окрестности села Лазинки богаты бальнеологическими ресурсами. В 2000—2002 гг. на территории Калужской области были проведены поисковые работы лечебных грязей, по результатам которых получено предварительное заключение Российского научного центра восстановительной медицины и курортологии (РНЦ ВМ и К) г. Москва. По данным центра торф, расположенного в 0,5 км от села торфяного месторождения «Мох», относится к Калининградскому типу пресноводных бессульфидных лечебных грязей.

### Транспорт
На территории поселения проходят следующие автомобильные дороги:
- А-101 «Москва-Малоярославец-Рославль» — «Спас-Деменск-Ельня-Починок» — Лазинки
- Лазинки-Всходы
- Лазинки-Мышково

### Инфраструктура
Клуб с библиотекой, ФАП. Действовала школа (ныне закрыта). Агробиостанция при МГГУ им. Шолохова «Лазинки».
На территории сельского поселения расположены два смешанных сельских магазина и один продовольственный.

## АБС «Лазинки»
На территории села с 2004 года действует агробиостанция при географическом факультете МПГУ (ранее находилась на балансе ныне упразднённого МГГУ им. Шолохова). Директор агробиостанции «Лазинки» — Помазков Юрий Иванович.